# Pielisjoki
Pielisjoki ist ein 67 km langer Fluss im Osten von Finnland.  
Es ist der größte Zufluss des Saimaa-Seensystems.
Der Fluss verbindet die beiden größten Seen in der Landschaft Nordkarelien, Pielinen und Pyhäselkä.
An seiner Mündung in den Pyhäselkä liegt die Stadt Joensuu.
Der Pielisjoki entstand nach der letzten Eiszeit, als der Uimaharju-Os unter dem Druck des Wassers des Pielinen brach. 
Ursache war eine postglaziale Landhebung, die dazu führte, dass sich die Abflussrichtung des Pielinen, welcher zuvor nach Norden entwässert wurde, änderte.  
Zehn Schleusen wurden im späten 19. Jahrhundert entlang dem Flusslauf errichtet.
In den 1950er und 1960er Jahren entstanden zwei Wasserkraftwerke am Pielisjoki: Kaltimo (24 MW, 10 m Fallhöhe) und Kuurna (18 MW, 6,9 m Fallhöhe).
Gleichzeitig wurden neue Kanäle errichtet, welche den alten Schifffahrtsweg ersetzten.
Die Schleuse bei Kaltimo weist mit 9 m die größte Höhendifferenz in Finnland auf.
Der Pielisjoki verlässt den Pielinen an dessen Südende.
Anschließend durchfließt er die beiden Seen Rukavesi und Rahkeenvesi.
In letzteren trifft der Koitajoki von links kommend auf den Pielisjoki.
2 km weiter abstrom fließt der Großteil des vom Koitajoki stammenden Wassers in den Pielisjoki.
Dieses wurde zuvor zum südöstlich gelegenen Pamilo-Wasserkraftwerk umgeleitet.
Wenige Kilometer weiter passiert der Pielisjoki den Ort Eno und setzt sein Lauf nach Joensuu fort.